# PGC 83548
LEDA/PGC 83548 ist eine Spiralgalaxie im Sternbild Haar der Berenice am Nordsternhimmel. Sie ist schätzungsweise 200 Millionen Lichtjahre von der Milchstraße. Im selben Himmelsareal befinden sich unter anderem die Galaxien NGC 4475, IC 3454, IC 3460, PGC 3089321.